# Imiliit
Imiliit, tidigare namn Ragged Island, är en ö i Kanada.   Den ligger i territoriet Nunavut, i den nordöstra delen av landet, 3 000 km norr om huvudstaden Ottawa. Arean är 37 kvadratkilometer.
Terrängen på Imiliit är lite kuperad. Öns högsta punkt är 508 meter över havet. Den sträcker sig 14,0 kilometer i nord-sydlig riktning, och 7,6 kilometer i öst-västlig riktning.